# Benavente y Los Valles

La comarca di Benavente y Los Valles nella Provincia di Zamora

Benavente y Los Valles  è una  comarca della Spagna della Provincia di Zamora nella comunità autonoma di Castiglia e León.
Il suo capoluogo è la città di Benavente.

## Comuni
La comarca si compone di 55 comuni:
| - Alcubilla de Nogales - Arcos de la Polvorosa - Arrabalde - Ayoó de Vidriales - Barcial del Barco - Benavente - Bretó - Bretocino - Brime de Sog - Brime de Urz - Burganes de Valverde - Calzadilla de Tera - Camarzana de Tera - Castrogonzalo - Coomonte - Cubo de Benavente - Fresno de la Polvorosa - Friera de Valverde - Fuente Encalada |  | - Fuentes de Ropel - Granucillo - Maire de Castroponce - Manganeses de la Polvorosa - Matilla de Arzón - Melgar de Tera - Micereces de Tera - Milles de la Polvorosa - Morales del Rey - Morales de Valverde - Navianos de Valverde - Pobladura del Valle - Pueblica de Valverde - Quintanilla de Urz - Quiruelas de Vidriales - San Cristóbal de Entreviñas - San Pedro de Ceque - Santa Colomba de las Monjas - Santa Cristina de la Polvorosa |  | - Santa Croya de Tera - Santa María de la Vega - Santa María de Valverde - Santibáñez de Tera - Santibáñez de Vidriales - Santovenia - La Torre del Valle - Uña de Quintana - Vega de Tera - Villabrázaro - Villaferrueña - Villageriz - Villanázar - Villanueva de Azoague - Villanueva de las Peras - Villaveza de Valverde - Villaveza del Agua |